# Zoe Stein
Zoe Stein, née en 2000 à Barcelone, est une actrice espagnole.

## Biographie
Zoe Stein est née à Barcelone en 2000 d'un père allemand. Elle a suivi une formation à la City Academy basée à Londres. À 18 ans, elle s'est installée à Berlin pour travailler au théâtre. Sa performance dans le court métrage Forastera (2020) de Lucía Aleñar (qui a fait ses débuts à la Quinzaine des réalisateurs de Cannes) lui a permis d'obtenir un rôle principal dans le long métrage Creaturas (à partir de 2022), ce qui lui a valu une nomination au prix Goya du meilleur espoir féminin pour son interprétation de Diana.
Avant la sortie du film de Carlos Vermut, Stein est apparue dans les séries télévisées Merlí : Sapere aude, Besos al aire et La caza. Tramuntana, ainsi que dans le tournage de la série télévisée La chica invisible, dont le personnage principal est Julia,,.